# Kaiserliche Werft Danzig
Il Cantiere navale Imperiale di Danzica (in tedesco: Kaiserliche Werft Danzig) è stato un importante cantiere navale impiantato nel 1852 nella città portuale di Danzica è uno dei principali arsenali della Kaiserliche Marine, la Marina Imperiale tedesca, insieme al Kaiserliche Werft Wilhelmshaven e al Kaiserliche Werft Kiel. I tre cantieri navali erano stati in precedenza gli arsenali della Norddeutsche Bundesmarine la marina della Confederazione della Germania settentrionale, il primo dei quali ad essere costruito fu quello di Danzica,  per le esigenze della Regia Marina Prussiana.

## Storia
Nel 1844 il governo prusiano acquistò dei terreni su entrambe le rive della Martwa Wisła a Danzica, fondando attraverso il ministero delle finanze del Regno di Prussia un punto di ancoraggio e deposito denominato Korvettendepotplatz, che doveva fungere da base per la corvetta del tipo caravella SMS Amazone, l'unica nave militare della Königlich Preußische Marine, la Regia Marina Prussiana, per la cui crescita era necessario disporre di propri arsenali. Nel 1849 lo stabilimento venne rinominato Marinedepot, passando alle dipendenze del Ministero della guerra prussiano, al dipartimento tecnico dell'ammiragliato, iniziando ala costruzione di nuove navi militari. Rinominato Regio Cantiere di Danzica (in tedesco: Königliche Werft Danzig) alla fine del 1853, nel 1871, assunse in nome di Kaiserliche Werft Danzig, in seguito alla proclamazione dell'Impero tedesco.
Nel corso degli anni, malgrado le restrizioni imposte dall'agglomerato urbano, il cantiere si è ingrandito e nello stabilimento vennero realizzate numerose navi, tra cui la corazzata Emden e la cannoniera Panther.
All'inizio del XX secolo divenne uno dei principali stabilimenti di produzione degli U-boote.
Il cantiere venne chiuso nel 1918 in seguito alla sconfitta dell'Impero tedesco nella prima guerra mondiale e venne riaperto nel 1921 con la denominazione Danziger Werft.
Dopo lo scoppio della seconda guerra mondiale la città di Danzica venne incorporata alla Germania il 2 settembre 1939 e il cantiere navale rilevato dalle autorità tedesche concentrò le sue attività sulla costruzione degli U-Boot Tipo VII per la Kriegsmarine. Al termine del conflitto, il cantiere, notevolmente danneggiato dai bombardamenti, fu in gran parte smantellato dai sovietici. Con la sconfitta tedesca nella seconda guerra mondiale la città di Danzica venne incorporata alla Polonia e il cantiere navale venne requisito dal governo polacco e fuso con il vicino cantiere Schichau-Werke sotto il nome di Stocznia Gdańska, che è ancora oggi il più grande cantiere navale polacco.